# Cæcilie Norby

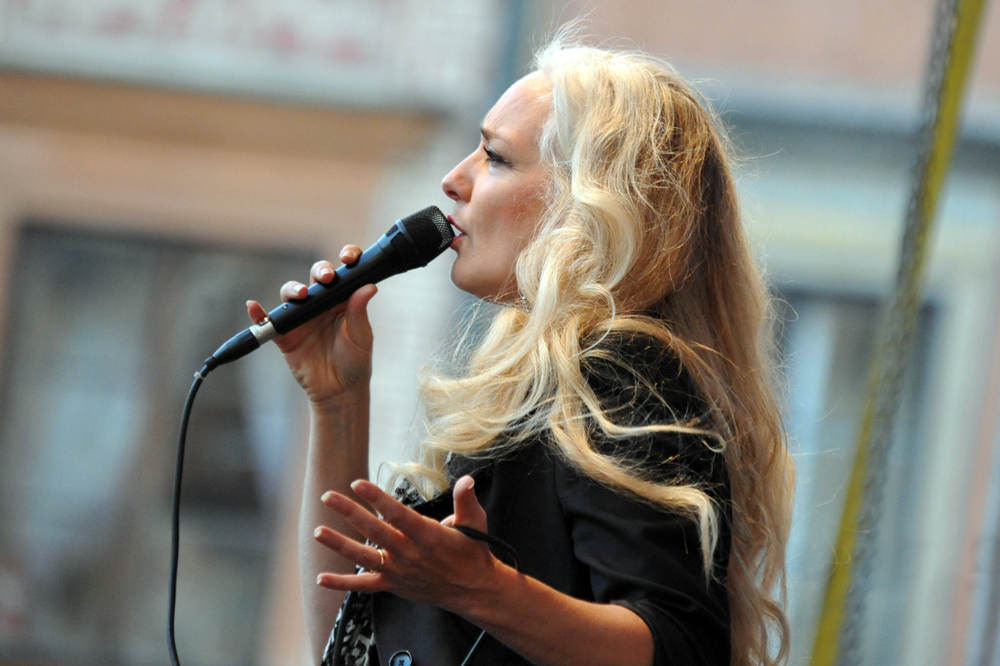
Actuando en Warszawa, agosto 2011

Cæcilie Norby (nacida el 9 de septiembre de 1964) es una cantante danesa de jazz y de rock. 

## Trayectoria
Nace en Frederiksberg en una familia musical. Su padre es el compositor Erik Norby y su madre es una cantante de ópera. En 1985 tiene su primer éxito comercial como cantante de la banda de jazz/rock Frontline. En 1995 publica su primer álbum de jazz Cæcilie Norby para el sello Blue Note y fue al mismo tiempo el primer artista danés firmado por Blue Note.
En My Corner of Sky, su segundo álbum, escribió la letra para la melodía de Wayne Shorter "Footprints", de la que dice: "Es un texto sobre un paisaje de una sabana en África. A pesar de que nunca he estado en África ... Lo que no sabía, pero sin duda hizo un pequeño giro en la lírica, fue que Wayne Shorter realmente pensó en África cuando escribió la música!"
Dice de su forma de interpretar el jazz: "Una de las definiciones de la música jazz es que tiene que haber una cierta cantidad de improvisación. Y eso es exactamente lo que me gusta de la música que vivimos en el escenario. Algunos de los temas son casi siempre los mismos. Pero podemos estirarlos o acortarlos de manera diferente en las actuaciones noche a noche, mientras que mantenemos una interpretación más clásica en los álbumes."
En su tercer álbum Queen Of Bad Excuses, definió el término "self biographical fiction" para sus letras, que define así: "Todas mis letras se basan en historias verdaderas de mi propia vida o de la vida de alguien que está muy cerca de mí. Pero para desenfocar la verdad desnuda siempre voy a añadir un ángulo ligeramente diferente a ella. Ahí es donde entra la ficción. O simplemente uso mi imaginación."
Su cuarto disco First Conversation (2002) contó con la colaboración de Carsten Dahl y Jon Christensen. Después se publñicó el disco en vivo Londres / París (2003). En el Festival de JazzBaltica 2004 actuó con Nils Landgren, ULF Wakenius (guitarra), Lars Danielsson (bajo) y Wolfgang Haffner (batería) y también en un concierto con su ídolo vocal Dianne Reeves. En el mismo año participó en una reunión excepcional de OneTwo que se lleva a cabo con motivo del 20 aniversario del Festival de Skanderborg con Nina Forsberg.
Su álbum de 2005 Slow Fruit obtiene un ambiente íntimo y relajado creado en el estudio con algunos de sus músicos preferidos como Curtis Stigers, Lars Danielsson, Randy Brecker, Ulf Wakenius, Carsten Dahl y la Orquesta Sinfónica de la Radio Danesa.
Su marido Lars Danielsson es también el bajista de su banda y hace la producción y coescritura de algunas de sus canciones.
Su álbum de 2015 Just the Two of Us presenta versiones llenas de contrastes que satisfacen a los amantes del original mostrando nuevas facetas de temas muy conocidos. Es la primera vez que ejerce como dúo sin acompañamiento, algo difícil para una voz y un bajo que siempre han trabajado en grupos de diferente composición.
El disco comienza por una original versión de 'Both Sides Now' de Joni Mitchell y contiene una música íntima y conmovedora llena de detalles sensibles. Abbey Lincoln está representada por dos temas: "Y se supone que es amor" y una "Wolly Earth" étnica, que ya tenía en su repertorio. Después el 'Aleluyah' de Leonard Cohen. También incluyen una canción del compositor danés Carl Nielsen titulada 'Wondrous Store' y algunos de sus clásicos como 'Double Dance', 'Liberetto Cantabile' o 'Toccata' a la que Caecilie añade letra y temas propios como 'Sad Sunday' o 'Ghost Lullabye'.
Norby, que ha sido nominada diez veces a los Premios de la Música de Dinamarca, es considerada en la prensa escandinava como la gran dama del canto de jazz en Dinamarca.

## Discografía

### Álbumes
Como parte de Frontline
- 1985: Frontline
- 1986: Frontlife

Como One Two
- 1986: One Two
- 1990: Hvide Løgne
- 1993: Getting Better

Álbumes de estudio en solitario
| Año  | Álbum                                   | Posiciones |
| Año  | Álbum                                   | DEN        |
| ---- | --------------------------------------- | ---------- |
| 1995 | Cæcilie Norby                           | –          |
| 1996 | My Corner of the Sky                    | –          |
| 1999 | Queen of Bad Excuses                    | –          |
| 2002 | First Conversation                      | 2          |
| 2005 | Slow Fruit                              | 20         |
| 2010 | Arabesque                               | 23         |
| 2013 | Silent Ways                             | 27         |
| 2015 | Just The Two Of Us with Lars Danielsson | -          |

Álbumes en vivo
| Año  | Álbum         | Posiciones |
| Año  | Álbum         | DEN        |
| ---- | ------------- | ---------- |
| 2004 | París/Londres | 11         |

Álbumes de recopilación
| Año  | Álbum                          | Posiciones |
| Año  | Álbum                          | DEN        |
| ---- | ------------------------------ | ---------- |
| 2007 | I Had a Ball - Greatest & More | –          |

## Premios
- 1985: Ben Webster Prize
- 1986: Best Recording Album in Japan
- 1997: Simon Spies Soloist Prize
- 2000: Wilhelm Hansen Music Prize
- 2010: IFPI's Honorary Award